# Museo Norman Rockwell
Il Norman Rockwell Museum è un museo d'arte situato a Stockbridge, Massachusetts, dedicato alle opere di Norman Rockwell. È casa della più grande collezione di opere originali Rockwell.

## Storia

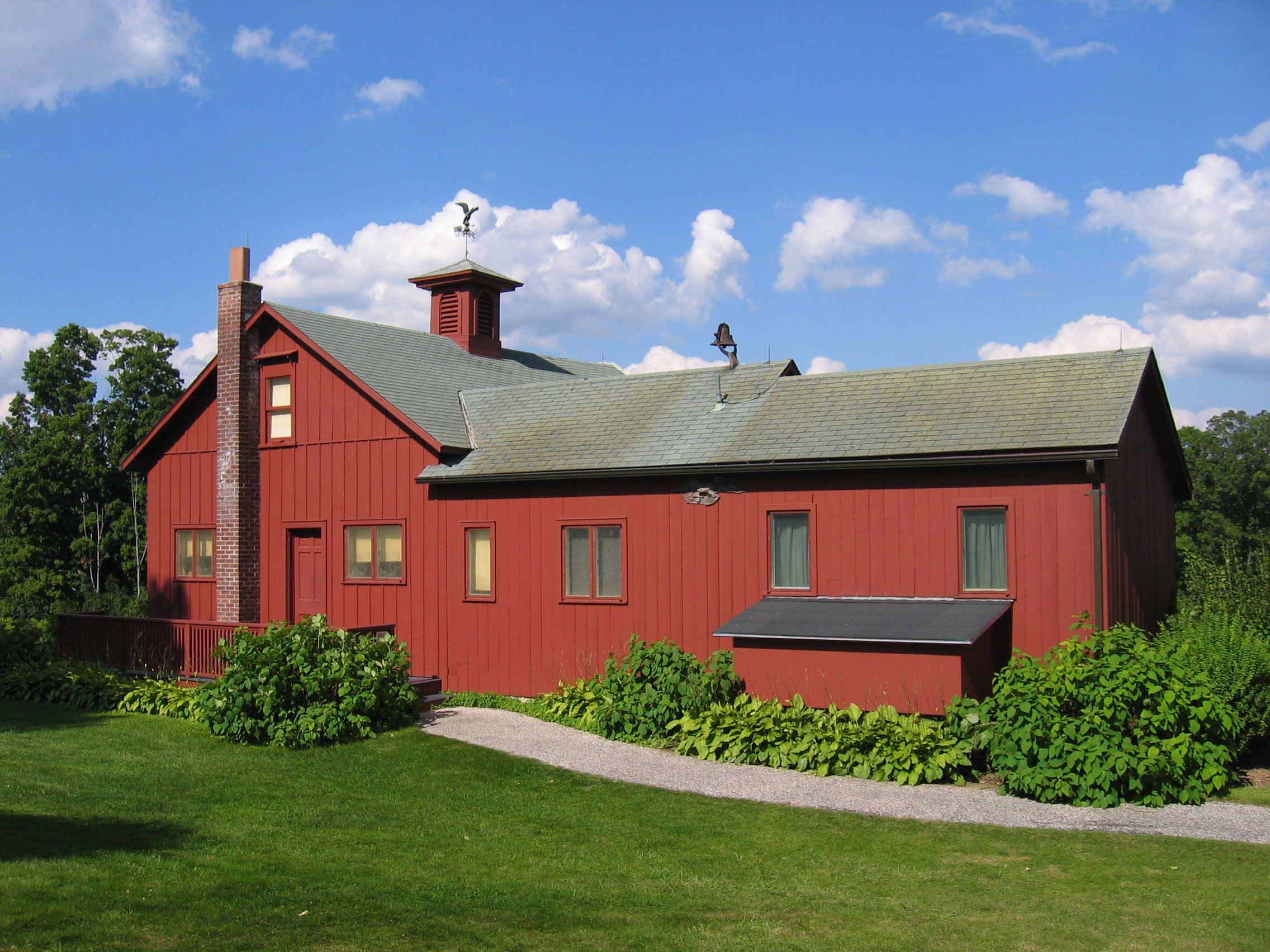
Lo studio di Norman Rockwell

Il museo è stato fondato nel 1969 a Stockbridge, Massachusetts, dove Rockwell visse i suoi ultimi 25 anni di vita. Il museo si trova nella posizione attuale dal 1993. La struttura del museo è stata disegnata dall'architetto Robert A. M. Stern.

## Collezione
In aggiunta ai 574 lavori originali di Rockwell, il museo ospita i "Norman Rockwell Archives", una collezione di oltre 100.000 vari oggetti, incluse fotografie, lettere di ammiratori e vari documenti economici. Nel 2014 la Famous Artists School donò i suoi archivi, inclusi degli schizzi di processo di Rockwell. Il museo è aperto tutti i giorni dalle 10:00 alle 17:00. tranne mercoledì.

## Premi
Nel 2008 il museo ricevette la National Humanities Medal dal National Endowment for the Humanities.